# Gruppo Sportivo Fascio Giovanni Grion Pola
Gruppo Sportivo Fascio Giovanni Grion Pola (tal. Sportska grupa fašio Giovannija Griona u Puli), nogometni klub iz Pule koji je djelovao za vrijeme talijanske uprave. Nazvan po lokalnom talijanskome iredentistu Giovanniju Grionu.
Klub je osnovan 1918., te je za razliku od rivala Edere, bio klub građanskog i bogatijeg sloja Puležana. Nazvan je po istarskom vojniku koji je poginuo za vrijeme Prvog svjetskog rata. Najpoznatiji igrač koji je igrao za Grion bio je Antonio Vojak, koji je kasnije igrao za Lazio, Juventus i Napoli, te za talijansku nogometnu reprezentaciju. Godine 1924. klub se fuzionirao s U.S. Poleseom, te nastaje športsko društvo U.S.G. Grion, sa sekcijama za nogomet, laku atletiku, gimnastiku i hokej. Nakon toga, u klub stižu najbolji igrači Edere, te Grion 1928. prelazi u viši rang natjecanja I Divisione Venezia-Giulia, ili Girone C. Istovremeno su bili započeti radovi na novom igralištu nazvanom Gambal, čiji su temelji zapadne tribine i danas vidljivi. Klub je, jer je bio profašistički, ugasila angloamerička uprava koja je uvedena u Puli sredinom lipnja 1945.

## Poznati igrači
- Antonio Vojak

## Vanjske poveznice
- Povijest nogometa u Puli  Arhivirana inačica izvorne stranice od 17. veljače 2013. (Wayback Machine)
- Grion Pola, Nogometni leksikon